# 王禅寺 (川崎市)

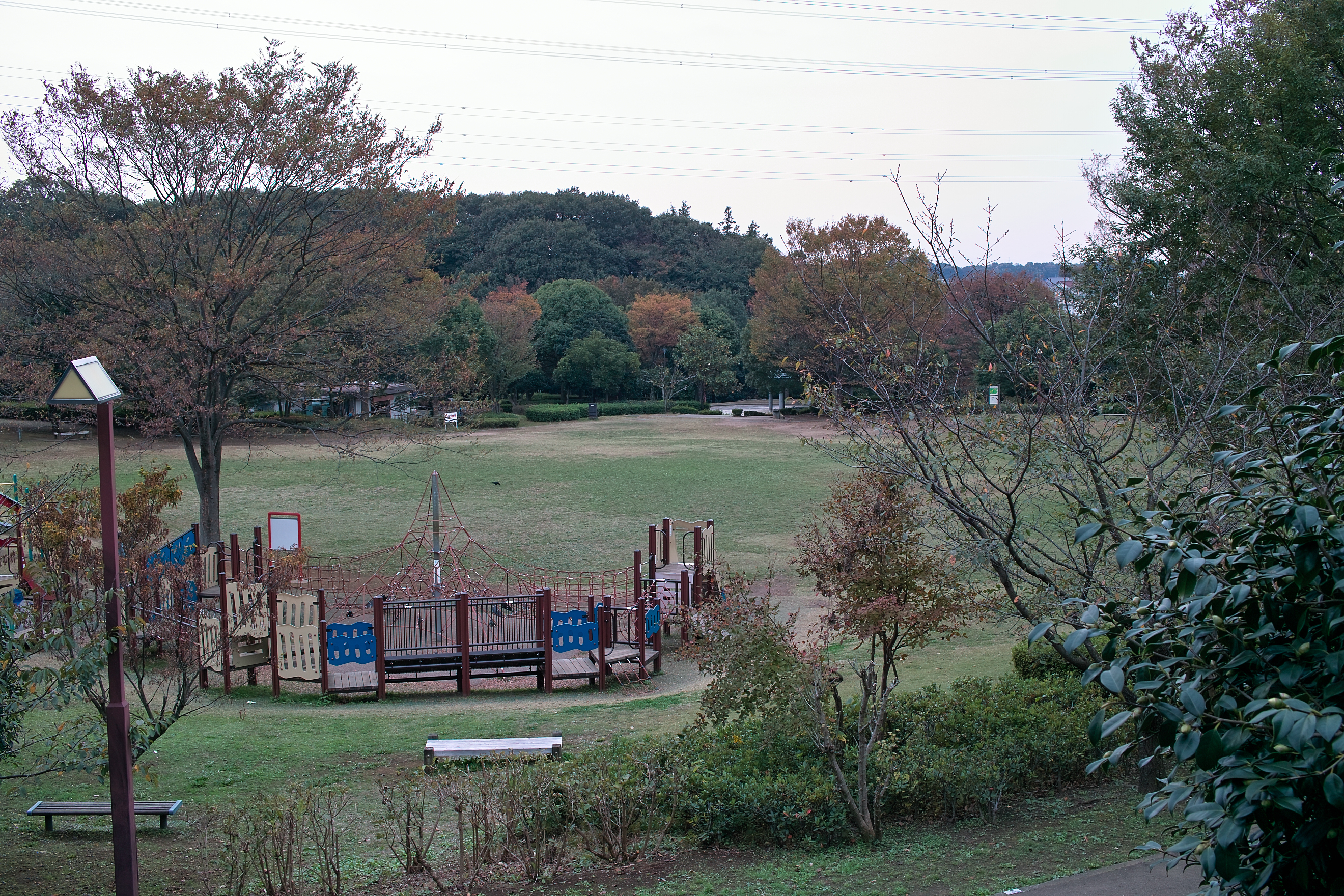
王禅寺ふるさと公園

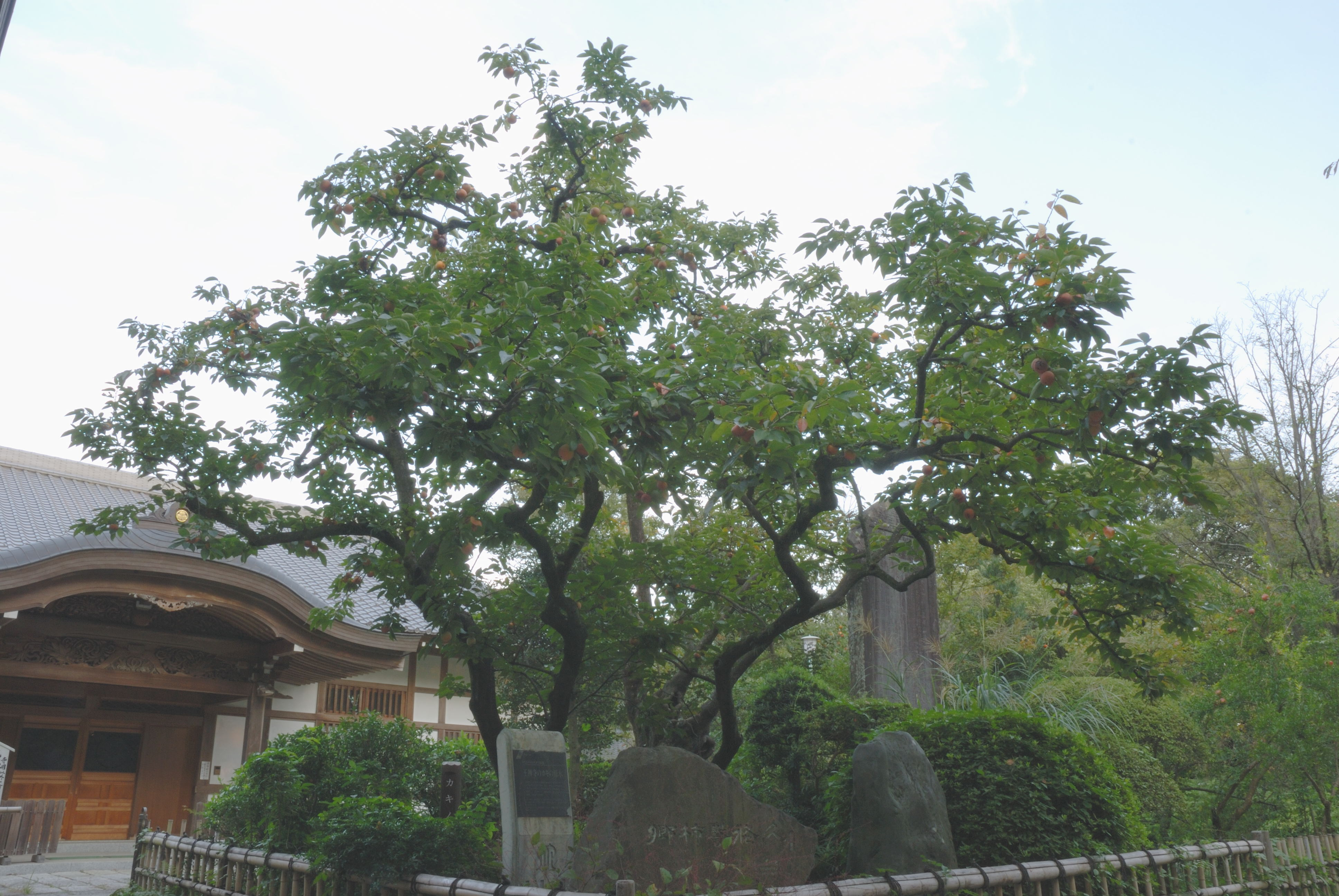
禅寺丸の原木

王禅寺（おうぜんじ）は、神奈川県川崎市麻生区（あさおく）の町名。丁目の設定のない単独町名（大字）である。住居表示未実施区域。

## 地理
麻生区東部に所在する。元は区内で一番広い面積を占める町であった。全体が多摩丘陵に位置し、中央部を早野川、西寄りを真福寺川がそれぞれ南北に縦断していた。西は上麻生、北は百合丘、南は下麻生・早野、東は横浜市青葉区に隣接していた。
1965年（昭和40年）頃から宅地開発が進み、ほぼ全域が住宅地となった。新たに住宅地となった地域は王禅寺から分立して別の町名（虹ケ丘、白山、王禅寺西、王禅寺東）となり、現在は市街化調整区域として開発から残された東部の丘陵地と、地名の由来となった真言宗寺院の王禅寺周辺のみが「王禅寺」の町名として残っている。

## 歴史
「王禅寺」の地名は、同地に所在する真言宗寺院の王禅寺にちなむ。江戸時代の地誌にも「寺名をもって村名とす」と記されている。
かつての王禅寺村は、現在の王禅寺、王禅寺東一丁目 - 六丁目、王禅寺西一丁目 - 八丁目、白山一丁目 - 五丁目、虹ケ丘一丁目の一部を含む地域であった。王禅寺村は、1889年（明治22年）の市制・町村制施行で柿生村大字王禅寺となり、1939年（昭和14年）に川崎市へ編入された。
戦後の高度成長期以降に行われた宅地開発に伴い、王禅寺東・王禅寺西・白山・虹ケ丘の各地域が分立し、現在の王禅寺は、地名の由来となった寺院・王禅寺を含む旧王禅寺村の東部の一部分にあたる。
王禅寺の境内には「禅寺丸柿」の原木が残されており、国の登録文化財に登録されている。鎌倉時代に王禅寺で発見されたと伝えられる「禅寺丸柿」は、江戸時代から第二次世界大戦前までは独特の甘味で特産物として人気を集め、同区内の「柿生（かきお）」の地名の由来となった。

### 沿革
- 1939年（昭和14年）、柿生村大字王禅寺が川崎市に編入され成立。川崎市大字王禅寺となる。

### 町名の変遷
| 実施後 | 実施年月日               | 実施前（各町名ともその一部） |
| ------ | ------------------------ | ---------------------------- |
| 王禅寺 | 1939年（昭和14年）4月1日 | 柿生村大字王禅寺             |

## 世帯数と人口
2025年（令和7年）6月30日現在（川崎市発表）の世帯数と人口は以下の通りである。
| 大字   | 世帯数  | 人口  |
| ------ | ------- | ----- |
| 王禅寺 | 349世帯 | 781人 |

### 人口の変遷
国勢調査による人口の推移。
| 年                 | 人口   |
| ------------------ | ------ |
| 1995年（平成7年）  | 21,002 |
| 2000年（平成12年） | 21,346 |
| 2005年（平成17年） | 785    |
| 2010年（平成22年） | 1,130  |
| 2015年（平成27年） | 1,108  |
| 2020年（令和2年）  | 1,215  |

### 世帯数の変遷
国勢調査による世帯数の推移。
| 年                 | 世帯数 |
| ------------------ | ------ |
| 1995年（平成7年）  | 7,304  |
| 2000年（平成12年） | 7,795  |
| 2005年（平成17年） | 154    |
| 2010年（平成22年） | 256    |
| 2015年（平成27年） | 245    |
| 2020年（令和2年）  | 261    |

## 学区
市立小・中学校に通う場合、学区は以下の通りとなる（2021年12月時点）。
| 番・番地等 | 小学校                   | 中学校                   |
| --- | ------------------------ | ------------------------ |
| 228～232番、240～320番 325～370番、399～401番 407～422番、524～561番 563番、565～567番 930～971番、977番 981～1022番、1028番 1037～1058番、1063～1177番 1180番4・6号、1181番 | 川崎市立虹ヶ丘小学校     | 川崎市立王禅寺中央中学校 |
| 568～929番、1182～1338番 1754～1767番 | 川崎市立王禅寺中央小学校 | 川崎市立王禅寺中央中学校 |

## 事業所
2021年（令和3年）現在の経済センサス調査による事業所数と従業員数は以下の通りである。
| 大字   | 事業所数 | 従業員数 |
| ------ | -------- | -------- |
| 王禅寺 | 44事業所 | 1,804人  |

### 事業者数の変遷
経済センサスによる事業所数の推移。
| 年                 | 事業者数 |
| ------------------ | -------- |
| 2016年（平成28年） | 48       |
| 2021年（令和3年）  | 44       |

### 従業員数の変遷
経済センサスによる従業員数の推移。
| 年                 | 従業員数 |
| ------------------ | -------- |
| 2016年（平成28年） | 1,487    |
| 2021年（令和3年）  | 1,804    |

## 交通
町域内に鉄道駅は存在しない。川崎市営バス、東急バス、小田急バスにより、小田急電鉄新百合ヶ丘駅・柿生駅、東急電鉄たまプラーザ駅などへ至る路線バスが運行されている。町域内に東急バス虹が丘営業所が所在する。
- 道路 - 川崎市道野川柿生線[21]

将来、横浜市営地下鉄ブルーラインの延伸時に、ヨネッティー王禅寺付近に新駅を設ける計画がある。

## 施設
- 王禅寺
- 神奈川県立麻生支援学校
- ヨネッティー王禅寺
- 東急バス虹が丘営業所

周辺で宅地開発が本格化する前の1960年代には人里から離れていたため、以下の原子力研究施設が設けられた。
- 東京都市大学原子力研究所（王禅寺キャンパス）
- 日立製作所原子力事業部王禅寺センタ
  - 日立教育訓練用原子炉

## その他

### 日本郵便
- 郵便番号 : 215-0013[3]（集配局 : 麻生郵便局[23]）

### 警察
町内の警察の管轄区域は以下の通りである。
| 大字   | 番・番地等 | 警察署     | 交番・駐在所 |
| ------ | ---------- | ---------- | ------------ |
| 王禅寺 | 全域       | 麻生警察署 | 南王禅寺交番 |